# 116. pehotni polk (Italija)
116. pehotni polk Treviso II/Marmarica je bil pehotni polk Kraljeve italijanske kopenske vojske.

## Zgodovina
Med prvo svetovno vojno je bil polk nastanjen na soški fronti in med drugo svetovno vojno v Severni Afriki.